# Carcharhinus porosus
Carcharhinus porosus — акула з роду Сіра акула родини сірі акули. Інша назва «дрібнохвоста (малохвоста) сіра акула».

## Опис
Загальна довжина досягає 1,5 м, зазвичай — 0,9-1,1 м. Голова невелика. Морда довга, ніс загострений. Очі великі, круглі, з мигальною перетинкою. На верхній губі, у кутах рота, присутні короткі борозни. Рот серпоподібний. на верхній щелепі розташовано 28 робочих зубів, які трикутної форми із зубчастими крайками. Нижня щелепа — 26 робочих вузьких зубів. На нижній щелепі, на відміну від зубів верхньої щелепи, менш зігнуті до кутів рота. Також мають дрібні зубчики та широке коріння. У неї 5 пар коротких зябрових щілин. Тулуб стрункий, веретеноподібний. Грудні плавці відносно невеликі, серпоподібної форми. Передній спинний плавець значно перевершує задній. Він широкий, має форму майже рівнобічного трикутника з тупою верхівкою. Задній спинний плавець низький, широкий, розташовано позаду анального плавця. Хвіст доволі короткий. Хвостовий плавець гетероцеркальний, нижня лопать недостатньо розвинена, верхня лопать дуже довга з виїмкою-«вимпелом».
Забарвлення спини сіре. Черево має білий колір. З боків присутні бліді світлі поздовжні смуги. Іноді кінчики грудних, спинних та хвостового плавця наділені темнішим відтінком за забарвлення спини.

## Спосіб життя
Воліє до прибережних районів, мілини, гирл річок. Легко переносить опріснення морської води. Тримається у придонних шарах води, на глибині до 30-40 м. Утворює значні зграї за статевою ознакою. Живиться морськими сомами, горбанями, камбалами, бичками, кальмарами, восьминогами, креветками, крабами та іншими ракоподібними. загрозу для цієї акули становлять більш великі види тигрових та сірих акул.
Статева зрілість настає у 6 років та при розмірі 70-85 см. Це живородна акула. Вагітність триває 11—12 місяців. Самиця народжує 6—12 акуленят завдовжки 30-35 см. Народження відбувається 1 раз на 2 роки.
Є об'єктом промислового вилову. М'ясо вживається у соленому та сушеному вигляді, його також реалізують у свіжому й замороженому вигляді. Плавці використовуються для виготовлення супу.
Для людини не становить загрози.

## Розповсюдження
Мешкає від північного узбережжя Мексиканської затоки до півдня Бразилії; від Каліфорнії уздовж Мексики, Центральної Америки до Перу.